# サンマリノ・カルチョ
ASDVサンマリノ（Associazione Sportiva Dilettantistica Victor San Marino）は、サンマリノ共和国のセラヴァッレを本拠地としているサッカークラブチーム。サンマリノに本拠を置く唯一のプロチームとしてイタリア国内リーグに籍を置いている。

## 歴史
1960年、SSセレニッシマ (Società Sportiva Serenissima) として創設。クラブ創設にはサンマリノサッカー連盟が関わったが、後にサンマリノ、イタリアの実業家に売却されている。
地域リーグではエミリア＝ロマーニャ州のリーグに属し、1967-68シーズンに初めてアマチュア最高峰のセリエDに在籍。1973年にはクラブ名をACサンマリノ (Associazione Calcio San Marino) に改称した。暫くは再び地域リーグレベルでの戦いが続いたが、1988-89シーズンに初めてセリエC2に昇格。その際にクラブ名を現在のサンマリノ・カルチョに変更している。
その後、再び地域リーグのエッチェッレンツァまで降格する時期があったものの、2005-06シーズンには初めてセリエC1に参加したが、2年でセリエC2に降格した。2014-15シーズンで20位となり、セリエDに降格した。

## タイトル

### 国内タイトル
- セリエD：2回
  - 1987-88 (it), 1999-2000 (it)

- エッチェッレンツァ・エミリア＝ロマーニャ：2回
  - 1992-93 (it), 1996-97 (it)

- プロモツィオーネ・エミリア＝ロマーニャ：1回
  - 1985-86 (it)

- プリマ・カテゴリア：2回
  - 1979-80, 1984-85

### 国際タイトル
なし

## 過去の成績
- 2000-01　セリエC2・ジローネB　10位
- 2001-02　セリエC2・ジローネB　6位
- 2002-03　セリエC2・ジローネB　9位
- 2003-04　セリエC2・ジローネB　4位
- 2004-05　セリエC2・ジローネB　4位 C1昇格
- 2005-06　セリエC1・ジローネA　17位
- 2006-07　セリエC1・ジローネB　17位 C2降格
- 2007-08　セリエC2・ジローネB　5位
- 2008-09　レガ・プロ・セコンダ・ディヴィジオーネ・ジローネB　16位
- 2009-10　レガ・プロ・セコンダ・ディヴィジオーネ・ジローネB　2位
- 2010-11　レガ・プロ・セコンダ・ディヴィジオーネ・ジローネB　5位
- 2011-12　レガ・プロ・セコンダ・ディヴィジオーネ・ジローネA　2位 プリマ昇格
- 2012-13　レガ・プロ・プリマ・ディヴィジオーネ・ジローネA　9位
- 2013-14　レガ・プロ・セコンダ・ディヴィジオーネ・ジローネA　15位
- 2014-15　レガ・プロ・ジローネB 20位 降格

## 歴代監督
- アルベリゴ・エヴァーニ 2009-2010

## 歴代所属選手
- ダニエレ・アッリゴーニ 1986-1988
- アンディ・セルヴァ 2000-2001
- ジャンルカ・ラパドゥーラ 2011-2012
- フランチェスコ・ルナルディーニ 2012-2013
- エリア・ベネデッティーニ 2012-2013
- ステファノ・センシ 2013-2015
- フアン・クルス 2013-2015
- アマドゥ・ディアワラ 2014-2015
- ダニエル・ハーラ・マルティネス 2014-2015